# إدارة الانتباه

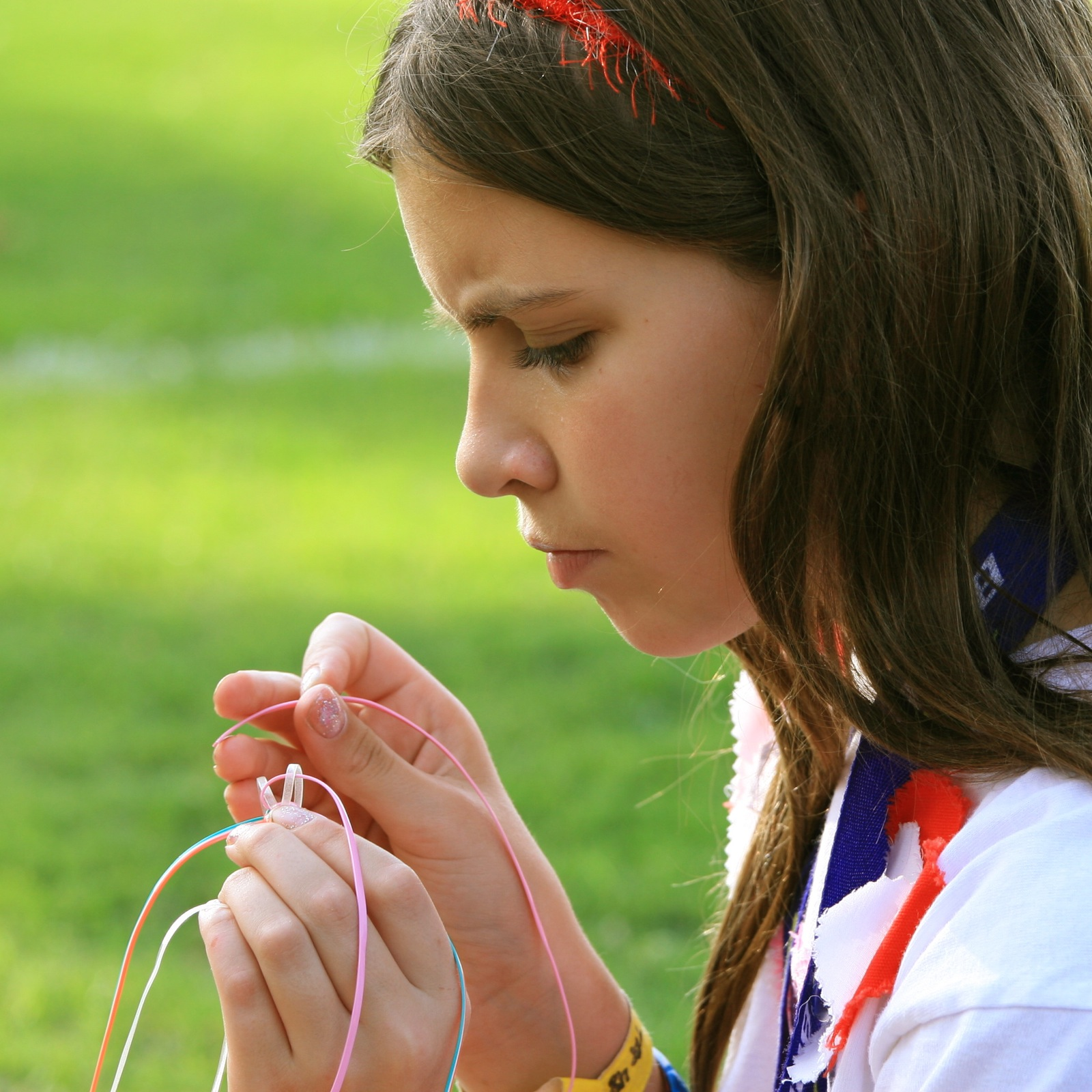
وفقًا لماورا توماس، فإن إدارة الانتباه هي أهم مهارة في القرن الحادي والعشرين. مع الثورة الرقمية وظهور الإنترنت وأجهزة الاتصال

يشير مصطلح إدارة الانتباه (بالإنجليزية: Attention management)‏ إلى النماذج والأدوات التي تدعم إدارة الانتباه على المستوى الفردي أو الجماعي (مقابل اقتصاد الانتباه)، وعلى المدى القصير (شبه الوقت الفعلي) أو على المدى الطويل (على مدى فترات من الأسابيع أو الشهور).
تعد القدرة على التحكم في عوامل التشتيت والتركيز أمرًا ضروريًا لتحقيق نتائج عالية الجودة. فقد أظهر بحث أجراه ستانفورد أن المهمة الواحدة أكثر فاعلية وإنتاجية من تعدد المهام. وأجريت دراسات مختلفة حول استخدام تكنولوجيا المعلومات والاتصالات لدعم الانتباه، وعلى وجه الخصوص، طوّرت نماذج لتعزيز الانتباه.

## المعرفة السابقة
تعتبر قلة الانتباه الفرضية الأساسية لإدارة الانتباه، حيث أشار الباحث هيربرت سيمون إلى أنه عندما يتوفر كمٌ كبير من المعلومات، يصبح الانتباه المورد الأكثر ندرة، حيث لا يستطيع البشر هضم كل المعلومات المتاحة.
في الأساس، يحدّد الانتباه بقدرة معالجة الدماغ. وباستخدام نظرية المعلومات، فإن التقديرات
التي يتوقعا العالم المجري الأمريكي ميهالي تشيكسنتميهالي والمهندس روبرت لاكي أن قدرة معالجة العقل الواعي للإنسان تبلغ حوالي 120 بت في الثانية؛ واستماع الشخص لشخص يتحدث يتطلب معالجة حوالي 60 بت في الثانية؛ وهذا يعني أنه يمكنك بالكاد فهم شخصين يتحدثان في نفس الوقت.
وفقاً لعالم الفسيولوجيا الألماني مانفريد زيمرمان، يمكن للنظام الحسي البشري التقاط المعلومات بمعدل أعلى بكثير من 120 بت في الثانية. فقد قُدرت سعة القناة الحسية للعيون بحوالي 10 ملايين بت / ثانية، فيما يصل إلى مليون بت / ثانية للجلد، و100,000 بت / ثانية للقناة السمعية. ومع ذلك، فإن الإدراك الواعي يمكنه تغطية جزء صغير فقط من هذه المعلومات المتاحة. ونظرًا لهذه القدرة العالية للنظام الحسي للإنسان على التقاط المعلومات، يحتاج الدماغ إلى استخدام المرشحات العقلية لتحديد أهم المعلومات التي يجب معالجتها. وتنفذ معظم عمليات التصفية هذه تلقائيًا وتتجاوز الإدراك الو
اعي. يتتضح قيود قدرات الانتباه في العديد من السياقات، على سبيل المثال عند الحديث في الهاتف أثناء القيادة. وقد ثبت أن التحول العالي التردد بين معالجة المدخلات البصرية والسمعية يقيّد التعرف على المعلومات الهامة؛ حيث يتأثر رد فعل السائق على التوقف المفاجئ للسيارات أمامه، وكذلك تذكر لافتات الطريق.
يقتصر الانتباه أيضًا على الموارد المتاحة للخلايا العصبية في الدماغ التي تمكّن الإنسان من الحفاظ على التركيز، حيث يؤدي تعامل الدماغ مع جميع المعلومات المُعالجة إلى التعب العقلي. وتشير التقديرات إلى أن إدخال المعلومات اليومي للأمريكيين في عام 2011 كان خمس مرات أعلى من ذلك في عام 1986. لذلك، وفقًا لماورا توماس، فإن إدارة الانتباه هي أهم مهارة في القرن الحادي والعشرين. مع الثورة الرقمية وظهور الإنترنت وأجهزة الاتصال، لم تعد إدارة الوقت كافية لضمان جودة العمل. لا يعني تخصيص وقت لأداء نشاط واحد أنه سيحظى بالاهتمام إذا وٌجدت مقاطعات وإلهاءات مستمرة. لذلك، يجب على الناس التوقف عن القلق بشأن إدارة الوقت والتركيز على إدارة الانتباه.
بالإضافة إلى الآثار على العمل والإنتاجية، يمكن تطبيق إدارة الانتباه في العديد من المجالات، مثل السعادة. إذ يُحدد العالم السلوكي البريطاني بول دولان تخصيص الانتباه كمكون رئيسي في تحسين الرفاهية الشخصية. فالأحداث الحياتية لا تؤثر على الفرد إلا بقدر انتباهه لها؛ حيث تعتبر الأمراض أسوأ إذا كانت أكثر بروزًا وتعرض الشخص لمحفزات سلبية جديدة بشكل متكرر. وبالتالي، فإن إدارة الانتباه والتركيز على الأشياء التي تجعل الفرد سعيدًا هي إحدى الطرق التي يستخدمها دولان لتحقيق السعادة الكبرى.

## مشكلات الانتباه
دعم إدارة الانتباه يهدف إلى تقديم عدد من الحلول لمشكلات الانتباه. ومن بين هذه المشكلات:
- القيود الإدراكية للبشر: مثل القدرة المحدودة للذاكرة البشرية قصيرة المدى (عدد 4 عناصر[15] يمكن إدارتها في وقت معين في المتوسط)، أو الحد المعرفي النظري لعدد الأشخاص الذين يمكنهم التعامل معهم الحفاظ على علاقات اجتماعية مستقرة (رقم دنبار 150).
- إغراق معلوماتي: عملية أخذ الكثير من المعلومات بطرق تمنع اتخاذ القرار.
- فائض التفاعل الاجتماعي: الذي قد ينشأ على سبيل المثال من خدمات الشبكات الاجتماعية عبر الإنترنت التي يحصل الأشخاص منها على الكثير من الطلبات
- الانقطاع: هذا له تأثير كبير على الانتباه. فوفقًا لإحدى الدراسات، فإن الأشخاص الذين ينقطعون أو يشتت انتباههم بسبب الألم المزمن يكونون أسوأ بكثير في مهام الانتباه.[16]
- تعدد المهام:[17] التعدد في القيام بالمهام هو موضوع مهم جدًا بالنسبة للانتباه، ويبدو أن هناك أدلة متضاربة على كلا الجانبين من الجدل. وتتراوح هذه الحجج، لأن هناك العديد من المتغيرات المرتبطة بالتعدد في القيام بالمهام. في بعض الحالات، يمكن القيام بالعديد من المهام بشكل طبيعي مثل المشي والتنفس، وإذا كان الشخص قد تدرب على أداء العديد من المهام بشكل متزامن، فقد يزيد هذا من الإنتاجية. ومع ذلك، أجري تحليل شامل من قبل كايد، جونستون، ويلنيس، أسبريدج، وستيل يشير إلى أن التعدد في القيام بالمهام مثل الرسائل النصية أثناء القيادة يؤدي إلى تقليل الانتباه والتركيز.[18]
- بقايا الانتباه (تبديل السياق): يحتاج الفرد إلى التخلي تمامًا عن مهمة من أجل التركيز بشكل كامل على مهمة ثانوية. ومع ذلك، يواجه البشر صعوبات في التبديل وتحريك انتباههم بين الأنشطة المتعددة[19]

## التطبيقات

### صرف الانتباه عن الألم
تستطيع إدارة الانتباه أداء دور رئيسي في مساعدة الأشخاص على التعامل مع الألم من خلال تركيز انتباههم في مكان آخر أثناء تجربة الألم الحاد. ومع ذلك، يجب القيام بذلك بشكل استراتيجي، حيث يبدو أن العامل الأكثر أهمية في كون الشيء المشتت جيد هو أن تكون النشاطات مشوقة ومثيرة للاهتمام بالنسبة للشخص. ويختلف هذا من حالة لأخرى ويجب تصميمه وفقًا لحالة المريض. على سبيل المثال، إذا كان الشخص يعاني بشكل متكرر من صعوبات في القراءة وتجدها غير مثيرة للاهتمام، فإن إعطاء ذلك الشخص كتابًا لن يكون مشتتًا جيدًا له عندما يعاني من الألم. ووفقًا لدراسة أجراها جيمسون وتريفينا وسوين، فإن المشاركين الذين تعرضوا للألم من خلال غمر إحدى أيديهم في الماء المثلج كانوا قادرين على التعامل مع الألم لفترة أطول، وأبلغوا عن ألم أقل، وقلق أقل عندما كانوا يلعبون ألعاب الفيديو ممّا لو كانوا يشاهدون التلفزيون أو لا يفعلون شيئًا. تساعد هذه الدراسة في التأكيد على أن المشاركة في شيء ممتع وجذاب سيساعد على تشتيت الانتباه عن منبه مؤلم أو غير مريح.

### تدريب اليقظة
يمكن لتدريب الاسترخاء الذهني أن يكون مفيدًا في إدارة الانتباه. أصبح التدريب على الاسترخاء الذهني مشهورًا في السبعينيات من قِبَل الأستاذ جون كابات-زين، مؤسس برنامج "خفض التوتر عن طريق الاسترخاء الذهني القائم على الانتباه". وهو برنامج تدريب شامل يهدف إلى مساعدة الطلاب على فهم وتنظيم العواطف وأنماط السلوك. هذا النوع من التدريب يساعد الأشخاص على أن يصبحوا أكثر وعيًا بما يركزون عليه. ووفقًا لدراسة أجراها جنسن وفانجكيلد وفروكجير وهاسلبالش، فإن التدريب على الاسترخاء الذهني القائم على الانتباه يكون أكثر فعالية في تقليل التوتر من التدريب غير القائم على الانتباه، مثل التدريب على الاسترخاء. ووجدت الدراسة أيضًا أن الأشخاص الذين شاركوا في التدريب على الاسترخاء الذهني القائم على الانتباه يميلون إلى أداء المهام التي تتطلب الانتباه بشكل أفضل. وبالتالي، قد يكون لتدريب اليقظة تأثير إيجابي على إدارة الانتباه.

## الاستراتيجيات
يمكن تصميم الأدوات لدعم الانتباه
- على المستوى التنظيمي، من خلال دعم عمليات المنظمة.[22]
- على المستوى الجماعي
- على المستوى الفردي، على سبيل المثال باستخدام واجهات المستخدم اليقظة.[23][24][25]
- على المستوى الفردي من خلال مساعدة الناس على تقييم وتحليل الممارسات المتعلقة باهتمامهم (على سبيل المثال باستخدام الأداة AttentionScape[26] ).

غالبًا ما تكون هذه الأدوات وسائط تشعبية تكيفية، وتعتمد في كثير من الأحيان على تحليل ملفات المستخدم. لتحديد كيفية دعم انتباه الأشخاص بشكل أفضل.
تميزت الأبحاث بين الردود الذاتية على المحفزات الحسية (مدفوعة بالمحفز) وتوجيه الانتباه بصورة متعمدة (مدفوعة بالهدف). في المقابل، يمكن أن تركز إدارة الانتباه على تغيير العوامل الخارجية والداخلية.

### العوامل الخارجية
تتشمل استراتيجيات إدارة الانتباه بشكل عام تقليل التشويشات، حيث تشير العديد من الأدلة إلى أن القضاء على التشويش يزيد من الإنتاجية. على سبيل المثال، أظهرت سلسلة من الدراسات أن الإنتاجية في مكان العمل عادة ما تكون أعلى في الأيام التي تكون فيها الأحوال الجوية سيئة بسبب عدم وجود أفكار مشتتة حول الأنشطة الخارجية التي يتمتع بها الأشخاص في الأيام الجيدة من الجو. يمكن أن تؤدي الانتباه المحول إلى تقليل الأداء والإجهاد. وأظهرت الأبحاث أن التشويش يمكن أن يزيد من وقت الإنجاز ومعدل أخطاء المهام المزدوجة ويزيد من التذمر لدى الفرد. كما أن التشويشات تساهم في زيادة القلق.
تعد إشعارات الأجهزة الإلكترونية من بين أكثر المحفزات الخارجية شيوعًا التي تسبب التشتيت، وتشير الدراسات إلى أن الضغط الاجتماعي يؤدي في كثير من الأحيان إلى التعامل الفوري مع هذه التشويشات. وبالتالي، يُعتبر إدارة الانتباه مجالًا يزداد أهميته في حوسبة الجوالة وتصميم التطبيقات. وتستخدم أنظمة إدارة الانتباه الرقمية التي تستخدم تعلم الآلة تعرّف على المراحل التي تكون فيها التشويشات غير فعالة للمستخدم وتؤجل الإشعارات.
بالإضافة إلى استخدام الأنظمة الرقمية، يمكن لاستراتيجيات تقليل التشويشات والمعلومات غير ذات صلة أن تدمج المصادر البشرية على شكل سكرتير، ومستشار وموظفين آخرين للمساعدة. وهذا الممارسة الشائعة المرئية في مستويات التنفيذ الأعلى في الشركات وفي السياسة.

### العوامل الداخلية
اهدف إدارة الانتباه هو الوصول إلى أعلى مستوى من التركيز والانتباه غير المعوق في حالة واسعة الانتشار تُشار إليها باسم "التدفق". وهو مصطلح ابتكره ميهاي شيكسنتميهاي ويصف حالة الاندماج الكامل في مهمة ما، وهو في الأساس مستوى من الاستيعاب حيث ينسى الفرد كل شيء باستثناء النشاط الحالي، حتى وجوده الخاص؛ حيث يتفرغ كل وعيه للمهمة. وتتميز هذه الحالة بالدافعية الجوهرية الكامنة، حيث لا يبدو البقاء مركزًا يتطلب أي طاقة إضافية، ويشعر الفرد بالدافع لمواصلة النشاط لأجل النشاط نفسه.
بالمثل، يرى النفساني آدم غرانت أن توليد الدافعية هو جزء لا يتجزأ من إدارة الانتباه. في نظره، يمكن دعم التركيز على المعلومات الأساسية عن طريق العثور على الدافع الكامن واكتشاف السحر والمعنى في المهمة التي تنفذ. وبهذه الطريقة، يمكن للفرد أن يجد الاهتمام والتحفيز الكافيين للتركيز بشكل أفضل وتحقيق حالة التدفق. ويمكن أن تساعد تقنيات إدارة الانتباه، مثل التدريب على الاسترخاء الذهني وتقنيات الوعي الحالي، على تحقيق ذلك..

## المشاريع
أنشئت عدد من المشاريع للتحقيق في كيفية استخدام تكنولوجيا المعلومات والاتصالات لدعم الانتباه مثل:
- AtGentive - وكلاء مهتمون للمتعلمين المتعاونين.
- SAKE - الحكومة الإلكترونية الرشيقة القائمة على المعرفة والممكّنة من الدلالات (IST 027128)
- SUITOR[34]

- اقتصاد الانتباه
- إغراق معلوماتي
- إدارة المعلومات الشخصية
- إدارة الوقت
- نمذجة المستخدم
- تعدد المهام عند الإنسان
- اهتمام جزئي مستمر